# Liste der Einträge im National Register of Historic Places im Webster County (Kentucky)

Lage des Webster County in Kentucky

Die Liste der Einträge im National Register of Historic Places im Webster County in Kentucky führt die Bauwerke und historischen Stätten im Webster County auf, die in das National Register of Historic Places aufgenommen wurden.
| [ 2 ] | Name                                    | Bild                                    | Eintragsdatum        | Lage | Ort        | Beschreibung |
| ----- | --------------------------------------- | --------------------------------------- | -------------------- | --- | ---------- | ------------ |
| 1     | McMullin-Warren House                   | McMullin-Warren House                   | 1988 ID-Nr. 88000185 | 301 West Main Street 37° 36′ 25″ N, 87° 31′ 24″ W                                                          | Sebree     |              |
| 2     | Providence Commercial Historic District | Providence Commercial Historic District | 1993 ID-Nr. 93000042 | 100-200 East Main Street, West Main Street, North Broadway und South Broadway 37° 23′ 51″ N, 87° 45′ 47″ W | Providence |              |
| 3     | Webster County Courthouse               | Webster County Courthouse               | 1991 ID-Nr. 91000924 | Courthouse Square 37° 31′ 1″ N, 87° 41′ 27″ W                                                              | Dixon      |              |